# Saint-Sauveur-en-Puisaye
Pour les articles homonymes, voir Saint-Sauveur et Puisaye.
Saint-Sauveur-en-Puisaye est une commune française située dans le département de l'Yonne, en région Bourgogne-Franche-Comté. Elle fait partie des Cités de caractère de Bourgogne-Franche-Comté et est localisée au cœur de la région naturelle de la Puisaye.
La ville est particulièrement connue pour être la ville natale de la romancière Colette. Elle accueille le musée Colette depuis 1995 et sa maison natale est ouverte au public en 2016. 

## Géographie
La commune appartient à la région historique et naturelle de la Puisaye.
Le bourg de Saint-Sauveur est dans le sud de la commune, touchant presque la commune mitoyenne de Moutiers-en-Puisaye.

### Transports
Auxerre et Toucy sont respectivement à 41 km et 17 km au nord-est. Bonny-sur-Loire est à 31 km à l'est par la D 85 puis la D 965, avec sur la même D 965 l'autoroute A77 à 28 km. Nevers est à environ 90 km au sud, Bourges à 95 km au sud-est. Paris est à environ 180 km au nord par l'autoroute A6 à Sépeaux (échangeur no 18, 43 km au nord) près de Joigny. Les autres points d'accès les plus proches pour la A6 sont Auxerre-nord / Migennes (échangeur no 19, 45 km par la D 955 puis la D 965), Auxerre-sud (échangeur no 20, 50 km) à l'est de la ville, et Nitry (échangeur no 21, 62 km) au sud-est d'Auxerre.
L'aérodrome d'Auxerre-Branches est à 40 km au nord-ouest.

### Communes limitrophes

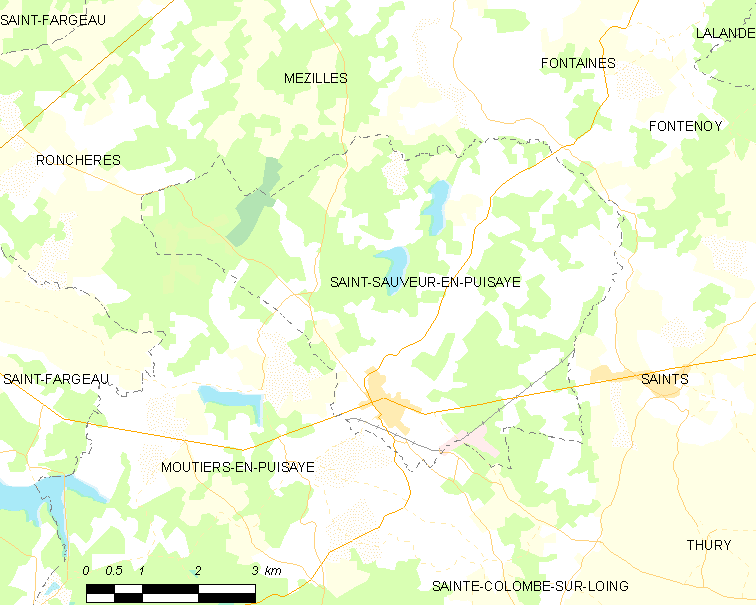
Carte de la commune de Saint-Sauveur-en-Puisaye et des proches communes.

| Ronchères           | Mézilles                 | Fontaines         |
|                     | Saint-Sauveur-en-Puisaye | Saints-en-Puisaye |
| Moutiers-en-Puisaye |                          |                   |

### Hydrographie
La rivière le Loing marque la limite entre les deux communes sur presque 1 500 m. La source du Loing se trouve à un peu moins de 9 km au sud-est sur la commune de Sainte-Colombe-sur-Loing. Le Branlin marque la limite Est et nord-est de la commune sur environ 8 km, la séparant de Saints-en-Puisaye (où il prend source) et de Fontaines. Plusieurs petits affluents de rive gauche coulent sur la commune, dont l'Ingéron et la rivière Rouge. Cette dernière collecte les eaux de sept étangs dont l'étang des Barres (environ 21,8 ha) et l'étang de Gaudry (environ 15,6 ha).
Selon le SIGES (Système d’information pour la gestion des eaux souterraines), cinq masses d'eau souterraines se trouvent sous le territoire de la commune : 
- celle de la « Craie du Gâtinais » (code SIGES n° FRHG210) ;
- celle de l'« Albien-néocomien libre entre Loire et Yonne » (code SIGES n° FRHG217) ;
- celle des « Calcaires tithoniens karstiques entre Yonne et Seine » (code SIGES n° FRHG304) ;
- celle des « Calcaires dogger entre Armançon et limite de district » (code SIGES n° FRHG310) ;
- celle de l'« Albien-néocomien captif » (code SIGES n° FRHG218)[3].

### Géologie
Selon le SIGES Seine-Normandie, les couches géologiques se succèdent dans le sens nord-ouest / sud-est. Une petite surface à l'extrême pointe ouest de la commune (vers Ronchères) est faite de "formations résiduelles à silex de Bourgogne" (selon la carte géologique de Géoportail, cette couche s'arrête juste avant la limite de commune de Ronchères).
À l'ouest-nord-ouest se trouvent des marnes et de la craie marneuse, sableuse et glauconieuse du Cénomanien du Bassin Parisien (LPS sur la carte géologique de Géoportail, couvrant en gros la zone boisée appelée "les Landes" et en bordure Est des Landes le bois des Rameaux et le bois des Chaumes), faisant partie du bassin versant du Loing. Cette couche s'étend en gros sur la zone boisée appelée "les Landes", incluant le bois des Rameaux et le bois des Chaumes situés en bordure Est des Landes.
Contrairement à la cartographie du SIGES qui reste muette sur le point qui suit, la carte de géoportail montre, longeant le côté est-sud-est de cette zone marneuse, une bande assez étroite (seulement 150 m à 300 m de large environ) en vert pâle labellisée C1-2, soit des argiles de Myennes de l'Albien moyen. Cette bande de sol, assez étroite, est cependant importante du point de vue de la géographie humaine : c'est là que se placent les Griffons, les Vrines, la Folie (avec son château), les Petits Moyeux, les grands Moyeux, la Potinerie et les Rochers ; tous ces hameaux sont situés sur une ligne à peu près rectiligne orientée sud-ouest/nord-est, et la majorité d'entre eux est plus précisément sur la ligne de partage entre la zone C1-2 et la zone n7b qui suit. Il n'y a pas d'autre hameau dans la zone LPS précédemment décrite. C'est aussi le long de cette ligne que commencent les premières trouées dans le couvert forestier jusque là uniforme. Selon C. Raymond du BRGM, la couche C1 (Albien) contient du grès ferrugineux en plus du sable ; de même le grès ferrugineux est présent dans les couches n4b (Barrémien supérieur) et n7b (Albien supérieur).
Ensuite viennent des sables de la Puisaye, de Frécambault et des Drillons de l'Albien moyen du sud-est du Bassin Parisien (n7b, en vert foncé sur la carte de géoportail). Ils sont répartis en deux zones. L'une de ces zones n7b forme une bande qui poursuit l'avancée vers le sud-est des zones précédentes, jusqu'à l'étang des Barres et la vallée de la rivière Rouge au nord de la commune, et rejoignant vers le sud la pointe nord-est de l'étang de Moutiers ; l'autre zone n7b forme une tache séparée qui va des Michauts et la Bâtisse à l'ouest (sur Moutiers), jusqu'au Tureau à l'est du bourg de Saint-Sauveur ; elle couvre aussi la moitié ouest du bourg de Saint-Sauveur, mais une faille orientée sud-ouest/nord-est la traverse qui passe au niveau du bourg. Un petit étang d'environ 11 ares se trouve jouxtant le côté ouest de cette faille à ~300 m au nord de la ferme des Venots, à un endroit où affleure la couche C1 sur environ 3,2 ha.
Une zone dite n7a continue l'avancée des diverses zones vers le sud-est, entourant complètement la zone n7b isolée.
Elle est composée d'argiles de Myennes et de l'Armance de l'Albien inférieur du sud-est du Bassin Parisien.
Sa limite côté Est s'arrondit pour englober la station ferroviaire au sud-est des Janets et de Saint-Sauveur, puis remonte vers les Pulains, le Bois Clair et les Roudons, s'arrondit de nouveau pour inclure les Péreux et les Viés, et se prolonge côté rive droite de la vallée du Branlin,.
Plus à l'est se trouve une zone n4b, des sables argileux du Barrémien supérieur du bassin Parisien.
Les fonds de vallées de la rivière Rouge et ceux de ses affluents qui alimentent l'étang des Barres, sont recouverts d'alluvions et colluvions (FC) que l'on retrouve dans la petite vallée sèche du bois Bâtard et celle du ruisseau dans le bois Fleury, ces deux derniers affluents de rive gauche du Branlin. Selon la carte de Géoportail, la vallée du Branlin est recouverte d'alluvions, d'amont en aval FZ puis FY - le passage de l'un à l'autre s'opérant aux environs de la N455, près du ruisseau du bois Fleury. Toutefois la cartographie du SIGES indique des argiles de l'Aptien-Barrémien du Bassin Parisien dans la partie aval du Branlin et dans la vallée de  l'Ingeron.

### Climat
Pour des articles plus généraux, voir Climat de la Bourgogne-Franche-Comté et Climat de l'Yonne.
En 2010, le climat de la commune est de type climat océanique dégradé des plaines du Centre et du Nord, selon une étude du Centre national de la recherche scientifique s'appuyant sur une série de données couvrant la période 1971-2000. En 2020, Météo-France publie une typologie des climats de la France métropolitaine dans laquelle la commune est exposée à un climat océanique altéré et est dans la région climatique  Centre et contreforts nord du Massif Central, caractérisée par un air sec en été et un bon ensoleillement. 
Pour la période 1971-2000, la température annuelle moyenne est de 11 °C, avec une amplitude thermique annuelle de 16,1 °C. Le cumul annuel moyen de précipitations est de 818 mm, avec 12,5 jours de précipitations en janvier et 7,6 jours en juillet. Pour la période 1991-2020, la température moyenne annuelle observée sur la station météorologique de Météo-France la plus proche, « Moutiers_sapc », sur la commune de Moutiers-en-Puisaye à 2 km à vol d'oiseau, est de 11,0 °C et le cumul annuel moyen de précipitations est de 870,3 mm. 
La température maximale relevée sur cette station est de 41,3 °C, atteinte le 25 juillet 2019 ; la température minimale est de −20,2 °C, atteinte le 6 janvier 1971,,. 
Les paramètres climatiques de la commune ont été estimés pour le milieu du siècle (2041-2070) selon différents scénarios d'émission de gaz à effet de serre à partir des nouvelles projections climatiques de référence DRIAS-2020. Ils sont consultables sur un site dédié publié par Météo-France en novembre 2022.

## Urbanisme

### Typologie
Au 1er janvier 2024, Saint-Sauveur-en-Puisaye est catégorisée commune rurale à habitat dispersé, selon la nouvelle grille communale de densité à sept niveaux définie par l'Insee en 2022.
Elle est située hors unité urbaine et hors attraction des villes,.

### Occupation des sols
L'occupation des sols de la commune, telle qu'elle ressort de la base de données européenne d’occupation biophysique des sols Corine Land Cover (CLC), est marquée par l'importance des forêts et milieux semi-naturels (47,9 % en 2018), une proportion sensiblement équivalente à celle de 1990 (47,5 %). La répartition détaillée en 2018 est la suivante : 
forêts (46,3 %), prairies (41,5 %), terres arables (4,8 %), zones urbanisées (2,5 %), eaux continentales (1,7 %), milieux à végétation arbustive et/ou herbacée (1,6 %), zones agricoles hétérogènes (0,8 %), zones industrielles ou commerciales et réseaux de communication (0,7 %). L'évolution de l’occupation des sols de la commune et de ses infrastructures peut être observée sur les différentes représentations cartographiques du territoire : la carte de Cassini (XVIIIe siècle), la carte d'état-major (1820-1866) et les cartes ou photos aériennes de l'IGN pour la période actuelle (1950 à aujourd'hui).

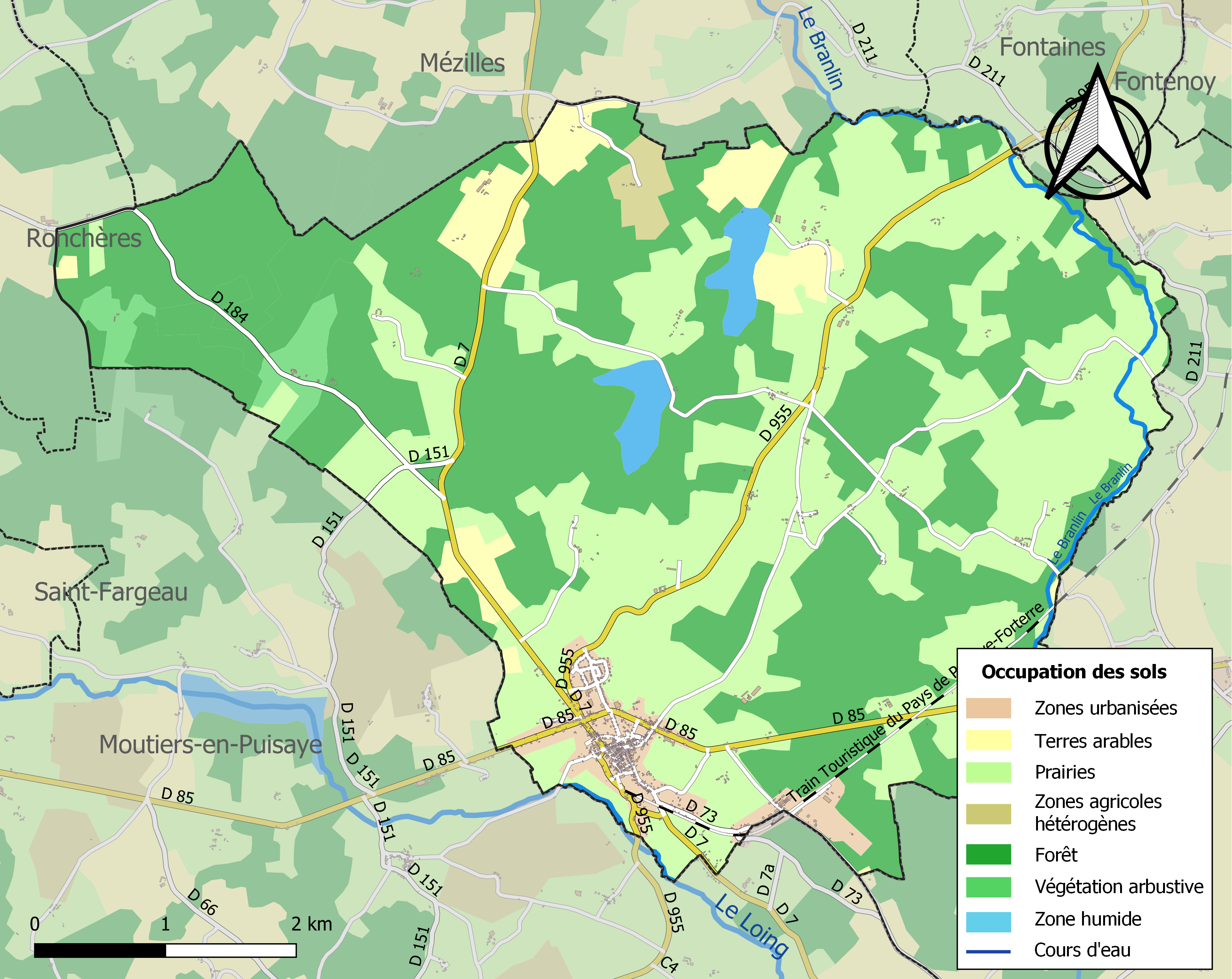
Carte des infrastructures et de l'occupation des sols de la commune en 2018 (CLC).

## Histoire

### Moyen Âge
Hermenold d'Auxerre ou Ermenold, premier comte d'Auxerre, fonde un monastère à Saint-Sauveur. L'évêque Maurin (772-800) en fait une dépendance de la cathédrale Saint-Étienne d'Auxerre. L'établissement tombe ensuite dans les mains des seigneurs locaux jusqu'à ce que le comte d'Auxerre Landry le donne vers 1020 à Achard, abbé de Saint-Germain. Il y a sous le prieuré une crypte datant à peu près de la fondation originelle.

### Époque moderne
Au cours de la Révolution française, la commune, qui portait le nom de Saint-Sauveur, fut provisoirement renommée Montagne-sur-Loing et Sauveur-sur-Loing. C'est en 1961 que fut adopté le nom de Saint-Sauveur-en-Puisaye.

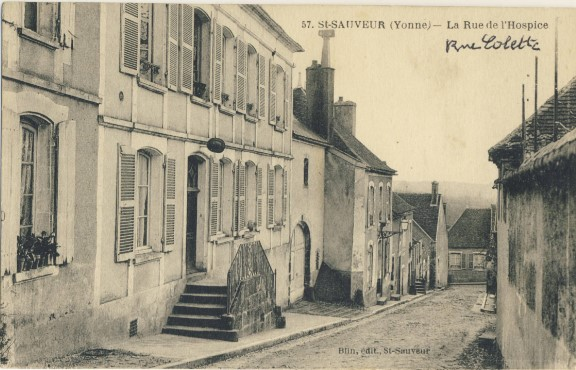
Rue Colette, anciennement rue de l'Hospice.

## Politique et administration

### Liste des maires
| Période                   | Identité                              | Étiquette | Qualité |
| ------------------------- | ------------------------------------- | --------- | --- |
|                           | Charles Guillaumaux                   |           | Curé |
|                           | Louis Paultre des Épinettes           |           | Ancien constituant |
|                           | Jean-Baptiste Pietresson              |           | |
| 1794 - 1801               | Louis Paultre-Lamotte                 |           | |
| 1801 - 1815               | Jean-Louis Paultre de La Vernée       |           | |
| 1815 - 1830               | Jacques Joseph de Vathaire de Guerchy |           | |
| 1830 - 1835               | Jean-Louis Paultre de La Vernée       |           | |
| 3 mars 1835 - 3 juin 1835 | Henry Morel                           |           | |
| 1835 - 1836               | Claude Barrey                         |           | |
| 1836 - 1837               | Sébastien Jarry                       |           | |
| 1837 - 1840               | Jean-Louis Paultre de La Vernée       |           | |
| 1840 - 1846               | Claude Barrey                         |           | |
| 1846 - 1848               | Claude Roset                          |           | |
| 1848 - 1852               | Claude Barrey                         |           | |
| 1852 - 1867               | Pierre Morisset                       |           | |
| Par intérim               | Jean Labbe                            |           | |
| 1867 - 1870               | Georges Jarry                         |           | |
| 1870 - 1876               | Jean Labbe                            |           | |
| 1876 - 1884               | Jean Habert                           |           | |
| 1885 - 1904               | Pierre Merlou                         | Radical   | Conseiller général |
| 1904 - 1912               | Auguste Gautrot                       |           | |
| 1912 - 1920               | Aimé Barrey                           |           | |
| 1920 - 1929               | Paul Bossu                            |           | |
| 1929 - 1940               | Jean-Louis Doreau                     |           | |
| 1940 - 1943               | Jean-Baptiste Sagette                 |           | |
| 1944 - 1947               | Théophile Breuille                    |           | |
| 1947 - 1950               | Gaston Delorme                        |           | |
| 1950 - 1953               | Théophile Breuille                    |           | |
| 1953 - 1966               | André Merat                           |           | |
| 1967 - 1971               | Gilbert Regnier                       |           | |
| 1971 - 1995               | Daniel George                         |           | |
| 1995 - 2008               | Guy Cormerois                         |           | |
| 2008 - 2014               | Jean-Jacques Révillon                 |           | |
| 2014 - 2018               | Dominique Vérien                      | UDI       | Ingénieur en aménagement du territoire Conseillère régionale (2012 - 2018) Sénatrice de l'Yonne (depuis décembre 2017) |
| 2018 - en cours           | Yohann Corde                          | SE        | Enseignant dans le numérique                                                                                           |

### Jumelages
Saint-Sauveur-en-Puisaye est jumelée depuis 2018 avec Penna in Teverina, commune d'Italie.

## Population et société

### Démographie
L'évolution du nombre d'habitants est connue à travers les recensements de la population effectués dans la commune depuis 1793. Pour les communes de moins de 10 000 habitants, une enquête de recensement portant sur toute la population est réalisée tous les cinq ans, les populations de référence des années intermédiaires étant quant à elles estimées par interpolation ou extrapolation. Pour la commune, le premier recensement exhaustif entrant dans le cadre du nouveau dispositif a été réalisé en 2005.
En 2022, la commune comptait 907 habitants, en évolution de +1,91 % par rapport à 2016 (Yonne : −1,95 %, France hors Mayotte : +2,11 %).
| 1793  | 1800  | 1806  | 1821  | 1831  | 1836  | 1841  | 1846  | 1851  |
| ----- | ----- | ----- | ----- | ----- | ----- | ----- | ----- | ----- |
| 1 078 | 1 003 | 1 071 | 1 283 | 1 282 | 1 459 | 1 561 | 1 687 | 1 872 |

| 1856  | 1861  | 1866  | 1872  | 1876  | 1881  | 1886  | 1891  | 1896  |
| ----- | ----- | ----- | ----- | ----- | ----- | ----- | ----- | ----- |
| 1 775 | 1 846 | 1 928 | 1 920 | 1 816 | 1 780 | 1 847 | 1 788 | 1 866 |

| 1901  | 1906  | 1911  | 1921  | 1926  | 1931  | 1936  | 1946  | 1954  |
| ----- | ----- | ----- | ----- | ----- | ----- | ----- | ----- | ----- |
| 1 725 | 1 727 | 1 687 | 1 461 | 1 431 | 1 388 | 1 329 | 1 356 | 1 209 |

| 1962  | 1968  | 1975  | 1982  | 1990  | 1999 | 2005 | 2006 | 2010 |
| ----- | ----- | ----- | ----- | ----- | ---- | ---- | ---- | ---- |
| 1 190 | 1 187 | 1 193 | 1 149 | 1 005 | 939  | 949  | 954  | 941  |

| 2015 | 2020 | 2022 | - | - | - | - | - | - |
| ---- | ---- | ---- | - | - | - | - | - | - |
| 894  | 895  | 907  | - | - | - | - | - | - |

### Enseignement
Une école maternelle et primaire ainsi qu'un collège sont présents sur la commune.

### Manifestations culturelles et festivités
- Festival International des écrits de femmes  organisé dans les salles communales par La Maison de Colette[28]
- Festival Les Nuits de Saint-Sauveur (anciennement Musicogite) : Festival de musiques contemporaines organisé chaque été parc du Château[29]
- Festival Comme ça me chante : Festival de musique et mélodie française, organisé dans les salles communales par La Maison de Colette
- Foire des Potiers : rassemblement de potiers chaque été, organisé parc du Château
- Foire du 30 de janvier : foire artisanale et commerciale organisée chaque année, autour du 30 janvier
- Fête de l'art : Festival rassemblant concerts, expositions et performances d'artistes au village d'artistes de la Poèterie

### Santé
Une Maison de santé est présente à Saint-Sauveur-en-Puisaye. Elle rassemble médecins, infirmières et spécialistes (dentiste, kinésithérapeute, diététicien, ostéopathe...).

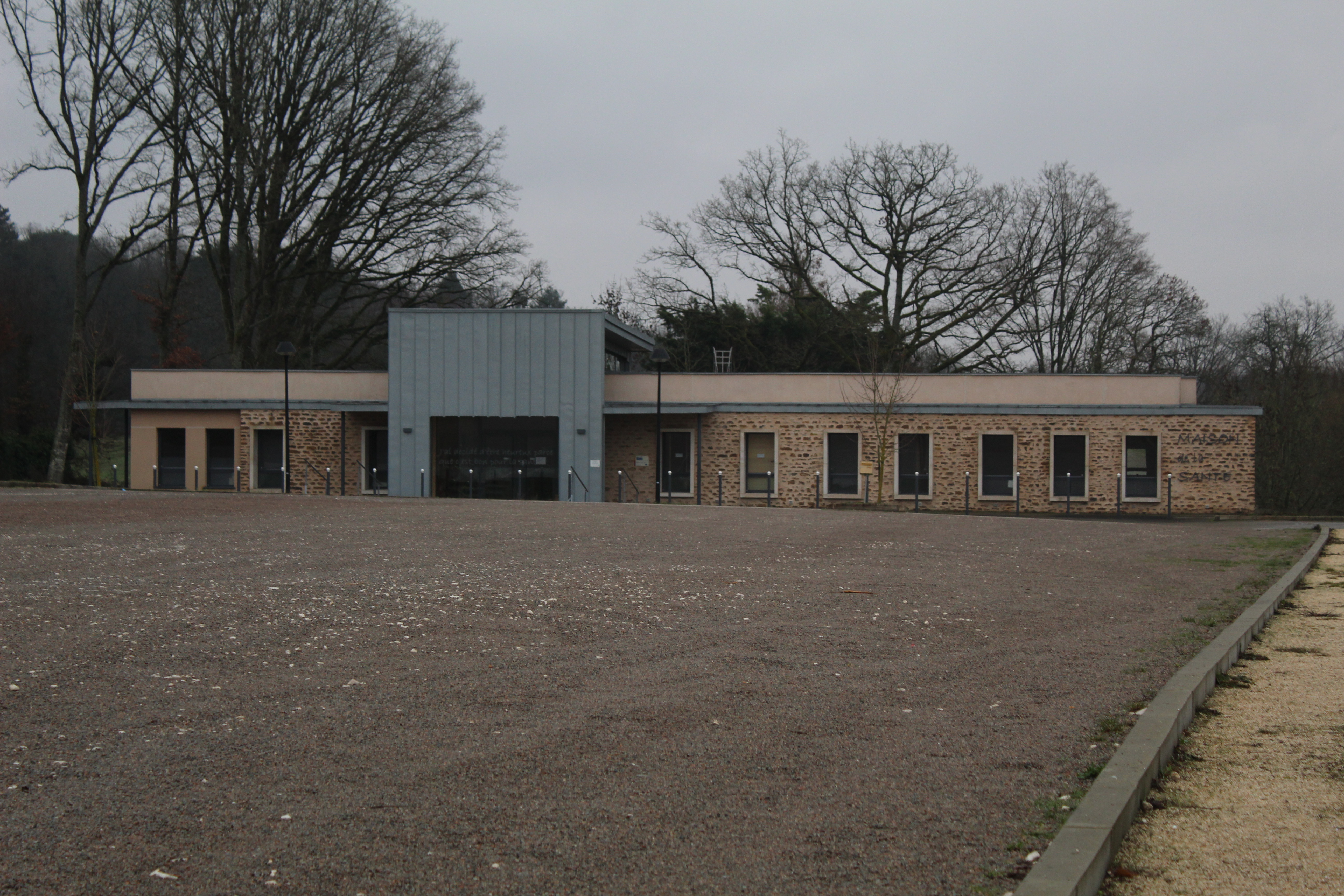
La Maison de santé de Saint-Sauveur-en-Puisaye.

### Sports
La ville regroupe une équipe de foot U13[Lequel ?].

## Culture locale et patrimoine

### Lieux et monuments

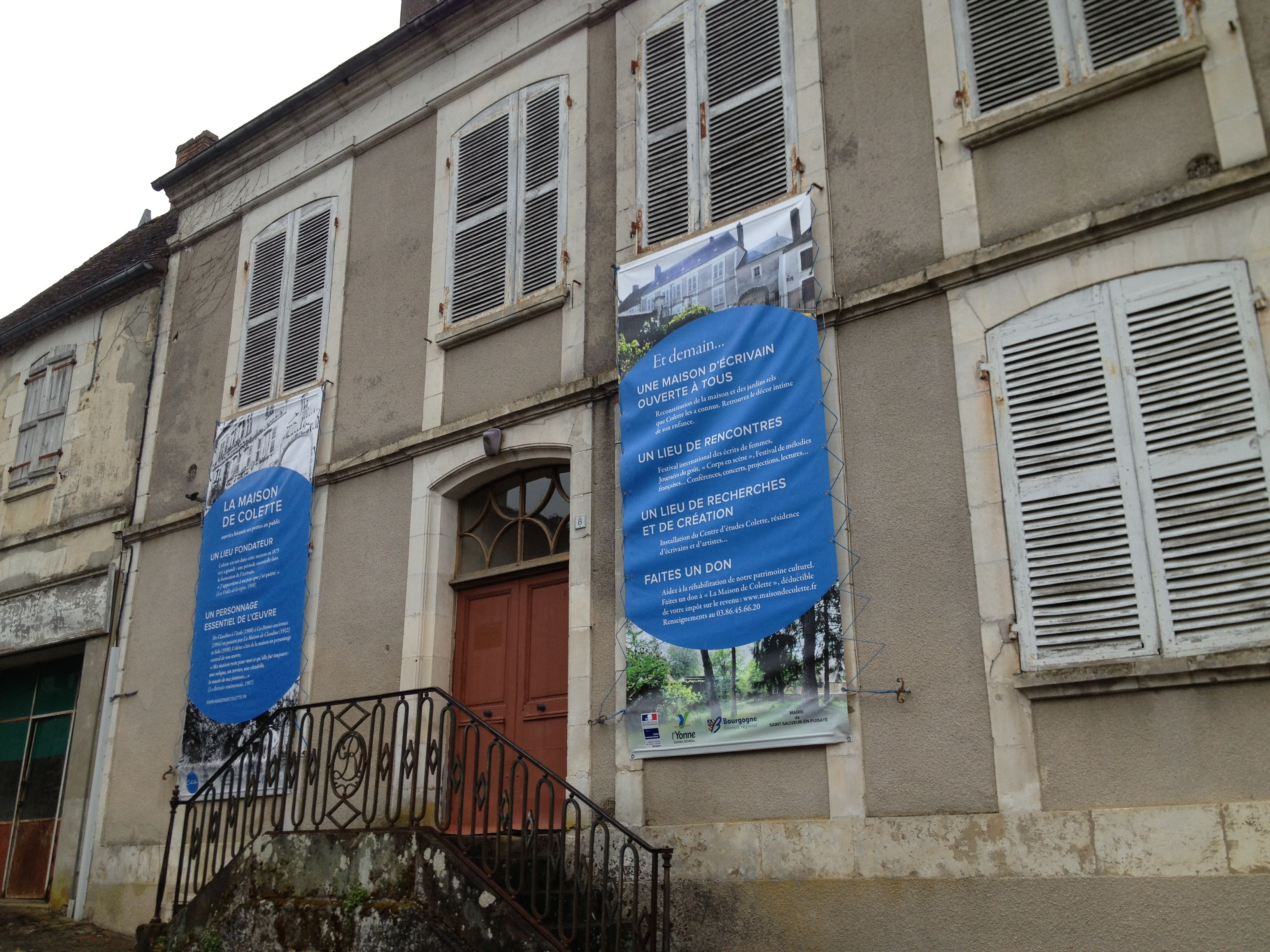
La maison natale de Colette.

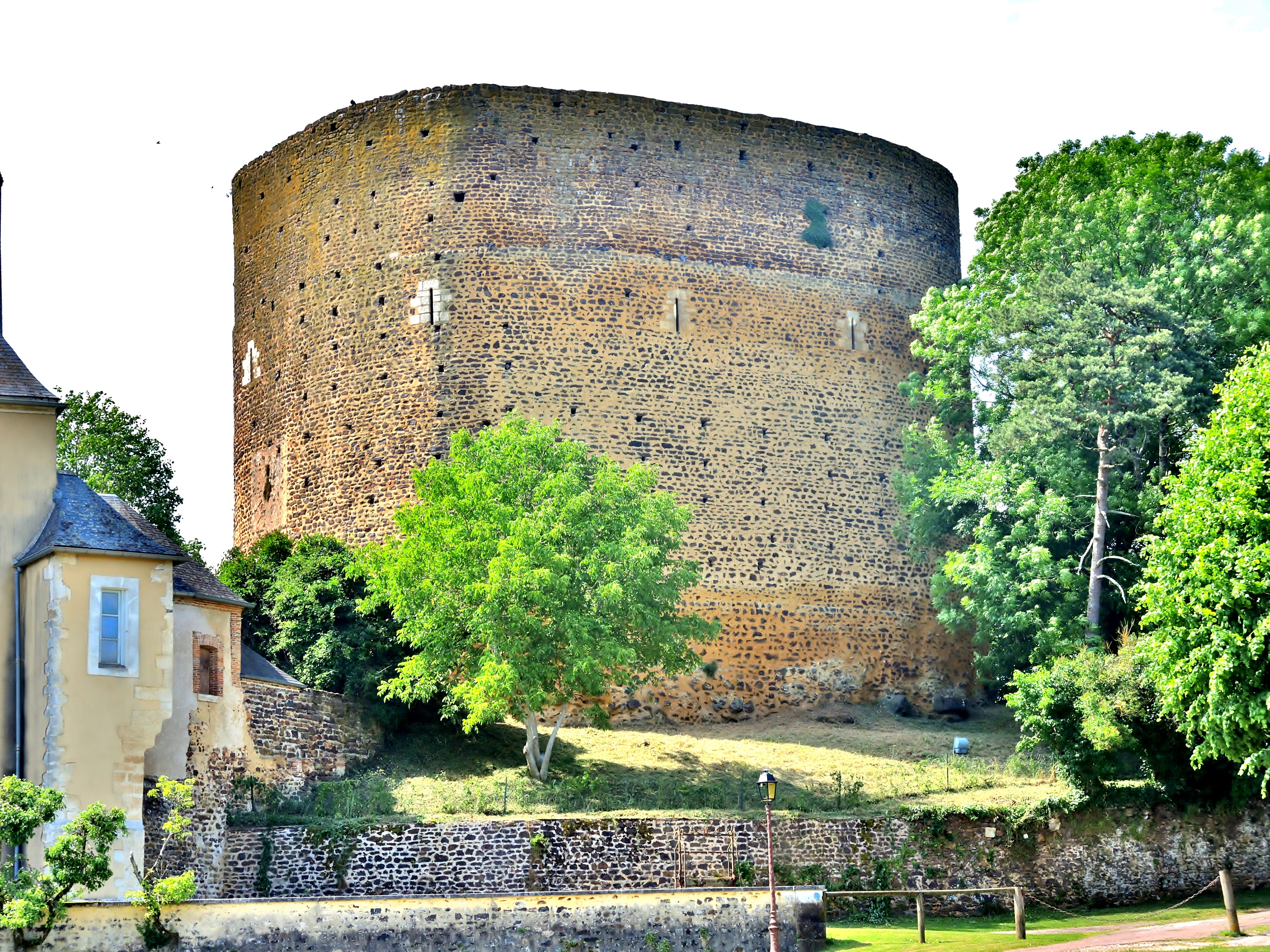
Tour Sarrazine ou donjon de Saint-Sauveur.

#### Église paroissiale
L'église Saint-Jean-Baptiste a été construite en 1020, puis reconstruite en 1107 et 1120 avec des blocs de pierre en grès ferrugineux. L'édifice, qui ne possède pas de clocher, est situé à l'extérieur des murs d'enceinte du village médiéval. Dans le village se trouvait un monastère dont la petite chapelle ne pouvait accueillir tous les paroissiens. Ceux-ci ont exigé la construction d'une église plus vaste, mais les moines ont imposé que celle-ci soit bâtie les hors murs afin que les habitants puissent continuer assister aux offices au monastère,.

#### Autres lieux et bâtiments
- La maison natale de Colette est inscrite au titre des monuments historiques depuis 2011[31].
- Le musée Colette, au château Saint-Sauveur, retrace la vie de l'écrivain. Une exposition temporaire y est présentée tous les ans.
- Le donjon de Saint-Sauveur-en-Puisaye (nommée localement Tour Sarrazine) du XIe siècle : elle est de forme ovoïde et est classée au titre des Monuments historiques depuis 1996[32].
- Mairie et ses écoles : salle de classe Colette et le cèdre rapporté d'Égypte par Paultre des Ormes.
- Lavoirs anciens du Petit Saint-Jean et de la Gerbaude.
- Le train touristique de Puisaye-Forterre traverse le sud-est de la commune ; il a un terminus au four à poterie de La Bâtisse à Moutiers.
- Le village d'artistes de La Poèterie. Ancré dans l'ancienne usine de la ville, le but du projet de la Poèterie est de transformer une friche industrielle en village d’artistes, un lieu convivial et alternatif occupé par de nombreux artistes en activité créant une forte dynamique dans l'esprit de création et de partage. Le café-concert, géré par une association auto-financée, permet la rencontre et l’échange.[réf. nécessaire]

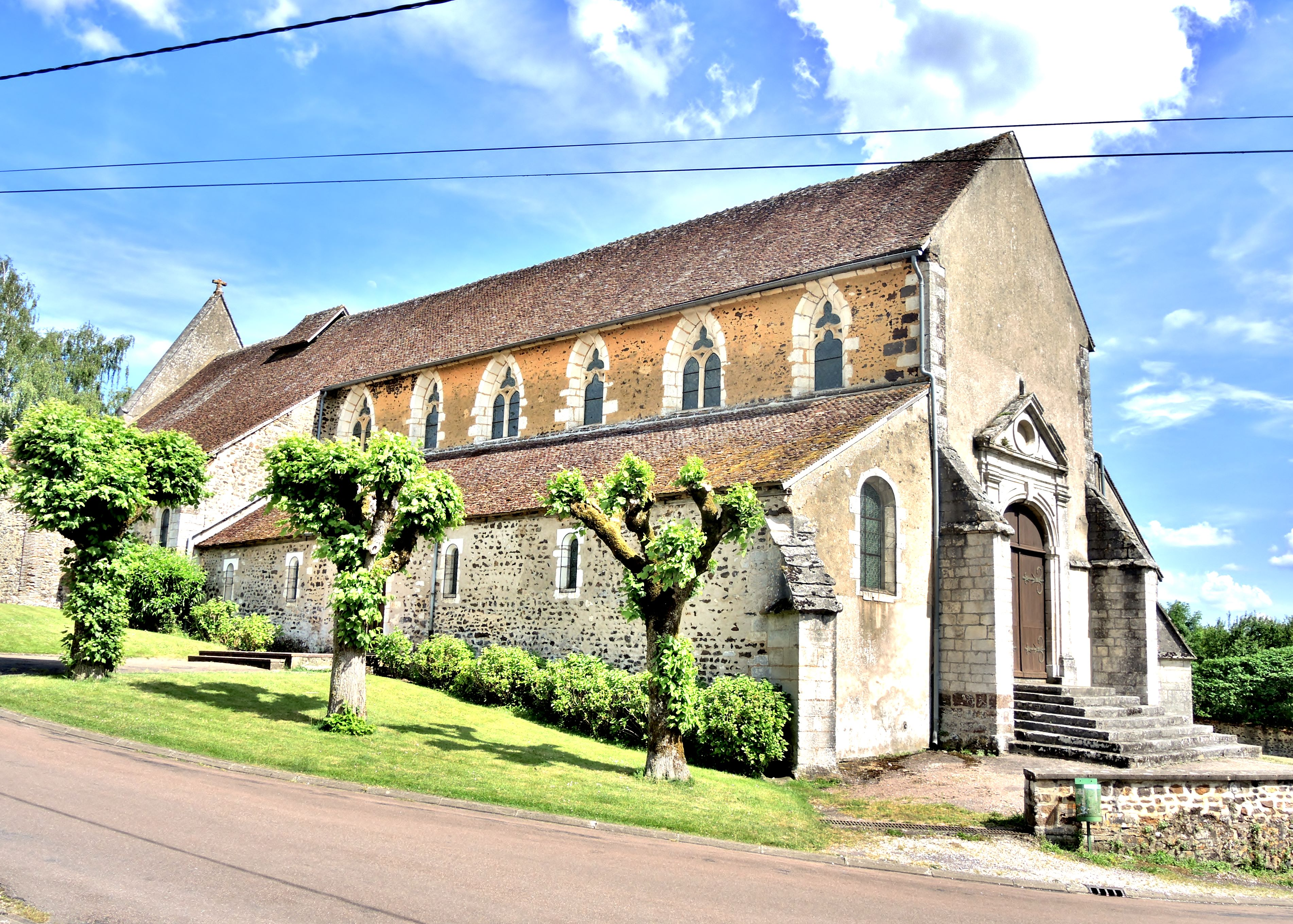
Église Saint-Jean-Baptiste.
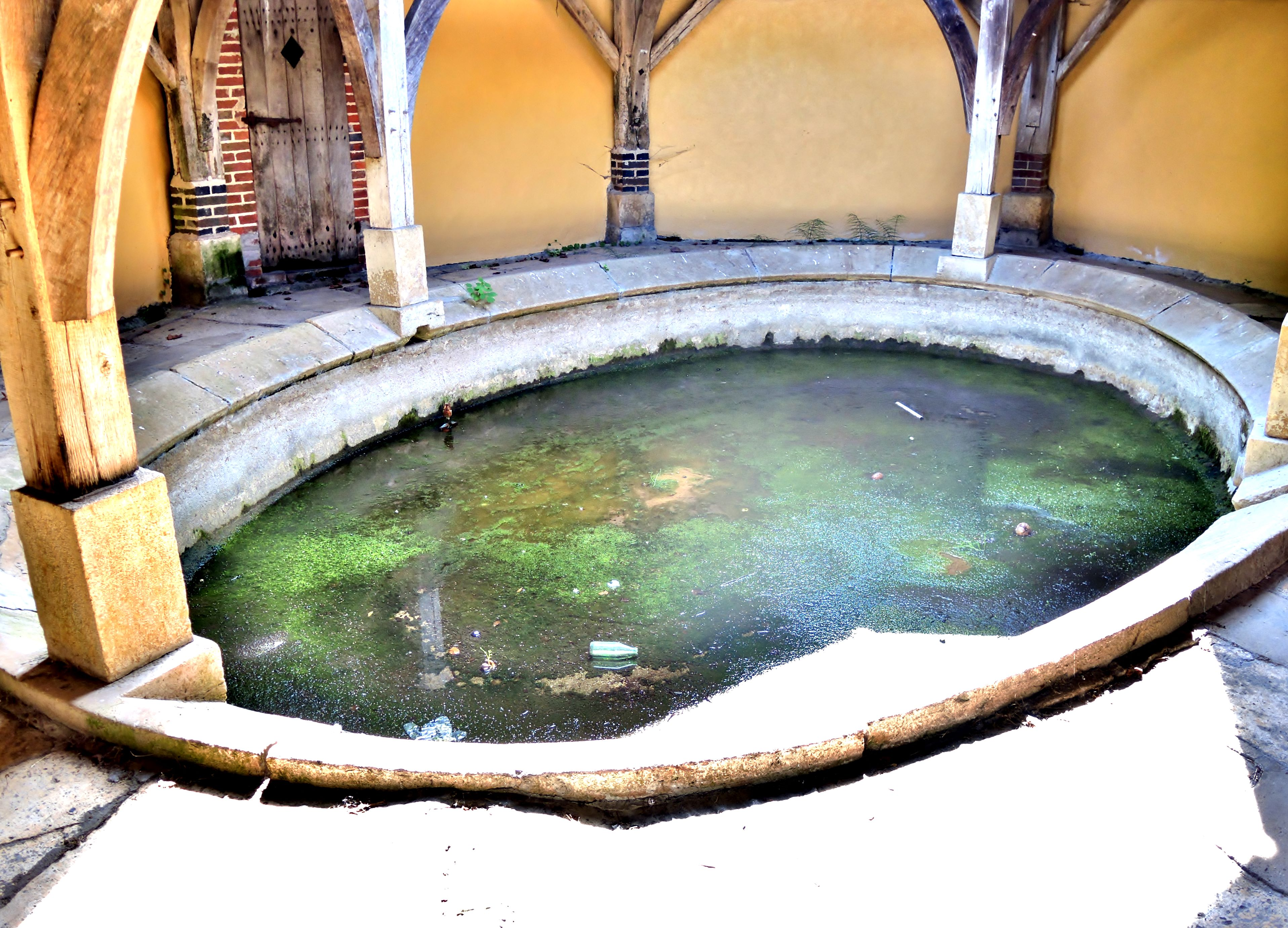
Bassin du lavoir couvert de la Gerbaude.

### Patrimoine naturel
La commune est concernée par plusieurs zones naturelles protégées, dont :
- Sept ZNIEFF[33] :
  - « Vallée du Branlin de Saints à Malicorne » (no 260014938)[34] ;
  - « Milieux humides de la vallée du Branlin au pont de Sauroy et aux Proux » (no 260014939)[35] ;
  - « Étangs, bocages, landes et forêts de Puisaye entre Loing et Branlin » (no 260014941)[36] ;
  - « Étangs des Barres et de Gaudry » (no 260014942)[37] ;
  - « Bois des Landes » (no 260014943)[38] ;
  - « Vallée du Loing » (no 260015443)[39] ;
  - « Mares entre Saint-Sauveur-en-Puisaye, Saint-Fargeau et Ronchères » (no 260030450)[40].
- 5 espaces protégés et gérés, terrains acquis) par des conservatoires d'espaces naturels[41] :
  - « Marais des bergeries, prairies des Perches » (n° FR1500637), 9,7994 ha[42] ;
  - « Les moraines, les gâtines » (n° FR1500638), 3,8304 ha[43] ;
  - « Bressus, pont Jacquin » (n° FR1500640), 19,2165 ha[44] ;
  - « Pont de Sauroy-Buseaux » (n° FR1500641), 8,547 ha[45] ;
  - « Marais des Comailles » (n° FR1500642), 7,7835 ha[46].
- site d'intérêt communautaire (Directive Habitat) :
  - Tourbières, marais et forêts alluviales de la vallée du Branlin (n° FR2600991)[47] (longe la limite de commune côté Est et nord-est).

### Personnalités liées à la commune
- Colette (1873-1954), romancière, est née à Saint-Sauveur-en-Puisaye[48],[49]. Elle a évoqué ce village sous le nom de Montigny-en-Fresnois dans son roman Claudine à l'école[48].
- François Michot-Boutet (1815-1879), homme politique né à Saint-Sauveur-en-Puisaye, député du Loiret de 1848 à 1851.
- Germaine Kanova (1902 - 1975), photographe, y a tenu un bar. Quelques années auparavant, elle avait réalisé le portrait de Colette[50].
- Julienne Mathieu (1874-1943), actrice française, est née à Saint-Sauveur-en-Puisaye.
- Pierre Louis François Paultre de Lamotte (1774-1840), général des armées de la République et de l'Empire est né dans la commune.
- André Jean Baptiste Robineau-Desvoidy (1799-1857), médecin, entomologiste et géologue français, est né  dans la commune.